# Leo Sotorník
Leo Sotorník (Ostrava, 11 aprile 1926 – Praga, 14 marzo 1998) è stato un ginnasta cecoslovacco, dal 1992 ceco.

## Palmarès

### Olimpiadi
- 1 medaglia:
  - 1 bronzo (Londra 1948 nel cavallo con maniglie)

### Mondiali
- 1 medaglia:
  - 1 oro (Roma 1954 nel cavallo con maniglie)